# Xuecheng
Xuecheng é um monge budista nascido em Xianyou, Fujian, na China em 1966 .Ele começou a sua vida monástica em 1982. em seguida ele recebeu a ordenação de Ven. Mestre Dinghai, e seguiu Ven. Mestre Yuanzhuo para aprender budismo. Em 1991, ele graduou-se no grau de Mestre na Academia Budista da China. Em 2007, foi conferido o grau de Doutor Honoris Causa na Administração Educacional da Universidade Mahachulalongkornrajavidyalaya da Tailândia. Em 2010, ele recebeu o "Prémio de Paz de Ouro Atish Dipankar" de Bangladesh. Em 2011, o Conselho de Sangha de Bhikhshu Maha Sangha de Toda a Índia outorgou-lhe o título honorífico de "Tripitaka Maha Pandit" (Dr. de Tripitaka).

O Venerável Mestre é agora membro do Comité Permanente da Conferência Consultiva Política do Povo Chinês, Vice-Presidente da Federação da Juventude de Toda a China, Secretário-Geral do Comité da Religião para a Paz da China, Presidente da Associação Budista da China, Presidente da Academia Budista da China, Vice-Diretor do Instituto de Estudos Avançados de Humanidades e Religião da Universidade Normal de Pequim, e Abade dos mosteiros de Guanghua (Putian, Fujian), Famen (Fufeng, Shanxi) e Longquan (Pequim), etc.